# جان وستوود
جان او. وستوود (انگلیسی: John O. Westwood؛ ۲۲ دسامبر ۱۸۰۵ – ۲ ژانویهٔ ۱۸۹۳) حشره‌شناسی و باستان‌شناس اهل بریتانیا بود.
وی همچنین برندهٔ جوایزی همچون مدال پادشاهی شده‌است.